# Espasticidade
Espasticidade é um aumento do tônus muscular, envolvendo hipertonia e hiper-reflexia, no momento da contração muscular, causado por uma condição neurológica anormal. Os músculos espásticos são mais resistentes à extensão e tendem à contração, porém, quando realizado o movimento passivo, tendem a oferecer uma certa resistência e, mantendo a força constante, do movimento passivo, os músculos espásticos tendem a ceder. É um dos distúrbios motores mais frequentes e incapacitantes que ocorrem em pacientes com lesões no sistema nervoso.
Ela causa um déficit motor que compromete a realização das tarefas diárias e limita a funcionalidade dos membros afetados. É causada por uma condição neurológica anormal resultante de uma lesão no cérebro. A espasticidade pode ser observada nas lesões dos neurônio Córtico-retículo bulbo-espinhais. Quando não são tratadas podem agravar podendo levar a atrofia muscular e deformidades.
Esta condição afeta adultos e crianças com uma grande variedade de patologias agudas e crônicas como acidente vascular encefálico, traumatismo raquimedular e crânio-encefálico, esclerose múltipla, paralisia cerebral entre outras.
A espasticidade é o distúrbio motor que mais compromete e incapacita o indivíduo, pois dificulta o seu posicionamento confortável, prejudica as tarefas da vida diária como: alimentação, locomoção, transferência e os cuidados de higiene. Quando não tratada causa contraturas, rigidez, luxações, dor e deformidades.

## Escala Modificada Ashworth
Usada na avaliação da gravidade da espasticidade, varia de 0 a 4:
- 0 nenhum aumento no tônus muscular;
- 1 Leve aumento do tônus muscular, manifestado por uma tensão momentânea ou por resistência mínima, no final da amplitude de movimento articular (ADM), quando a região é movida em flexão ou extensão;
- 1+ Leve aumento do tônus muscular, manifestado por tensão abrupta, seguida de resistência mínima em menos da metade da ADM restante;
- 2 Aumento mais marcante do tônus muscular, durante a maior parte da ADM, mas a região é movida facilmente;
- 3 Considerável aumento do tônus muscular, o movimento passivo é difícil;
- 4 Parte afetada rígida em flexão ou extensão.

## Tratamento
A fisioterapia ajuda a aliviar os sintomas, diminuir a progressão, melhorar a coordenação motora e a funcionalidade sendo um dos tratamentos mais usados e eficazes contra os distúrbios motores com ou sem o auxílio de órteses.
Estimulação elétrica funcional também pode ser usada independente do tempo de lesão sendo mais eficazes em casos leves e moderados.
A terapia ocupacional pode ser usada para treinar o indivíduo em atividades práticas e funcionais trazendo diversos benefícios aos pacientes.
Vários tratamentos medicamentosos também são eficazes para reduzir o tônus muscular e controlar os reflexos e melhorar a qualidade de vida. Os remédios mais utilizados são Benzodiazepínicos como Diazepam e antiespasmódicos como Baclofeno. Ambos causam sonolência.
Injeção com fenol podem ser feitas para destruir a bainha de mielina das fibras sem danificar o tubo endoneural diminuindo assim o tônus muscular. Pode causar dor e dormência no local. Porém em 10 a 30% dos casos ela diminui a sensibilidade no local.
Caso outros tratamentos não resolvam, podem ser utilizadas injeções de toxinas botulínicas (neurotoxina produzida pela bactéria Clostridium botulinum) do tipo A (TBA) para bloquear a liberação da acetilcolina na terminação dos neurônios (pré-sináptica), provocando paresia muscular. Os efeitos levam entre 3 a 10 dias para serem sentidos. Esse tratamento é contra indicado no caso de haver outras doenças associadas no local, alergia ao botox e no caso de grávidas ou lactantes.O tratamento com TBA em pacientes espásticos possibilita uma reeducação neuromuscular, o que auxilia na ação da fisioterapia no processo da reabilitação. A fisioterapia tem como objetivo a inibição da atividade reflexa anormal para normalizar o tônus muscular e facilitar o movimento normal, com isso haverá uma melhora da força, da flexibilidade, da amplitude de movimento, dos padrões de movimento e, em geral, das capacidades motoras básicas para a mobilidade funcional. Com eficiência comprovada e poucos efeitos colaterais, a TBA vem se tornando a principal arma na terapia de reabilitação de pessoas com espasticidade.